# Tetragnatha kukuiki
Tetragnatha kukuiki är en spindelart som beskrevs av Gillespie 2002. Tetragnatha kukuiki ingår i släktet sträckkäkspindlar, och familjen käkspindlar. Inga underarter finns listade i Catalogue of Life.